# Aleyrodes gossypii
Aleyrodes gossypii là một loài côn trùng cánh nửa trong họ Aleyrodidae, phân họ Aleyrodinae.
Aleyrodes gossypii được Fitch miêu tả khoa học đầu tiên năm 1857.